# Чуку Моду
Чуку Моду (англ. Chuku Modu; 19 червня 1990 року, Лондон, Англія) — британський актор.

## Життя і кар'єра
Чуку Моду народився на заході Лондона, має німецько-ірландське походження. Його акторський дебют відбувся у короткометражному фільмі The Dawn 2014 року. Після деяких подальших виступів він збільшив свою помітність[прояснити]. Також він отримав роль дотракійців Аґґо у шостому сезоні серіалу «Гра престолів».

## Фільмографія
- 2014: The Dawn (Короткометражний Фільм)
- 2014: The Last Days of Маргарет Тетчер (короткометражний фільм)
- 2015: Stages (Короткометражний Фільм)
- 2016: Гра престолів (телесеріал, 3 епізоди)
- 2016: До зустрічі з тобою (Me Before You)
- 2016: Важка вага (короткометражний фільм, також сценарист)
- 2016: Open All Night
- 2017: Snatch (Телесеріал, 3 епізоди)
- 2017—2018: Хороший лікар (серіал)
- 2019: Капітан Марвел
- 2022: З темряви